# Brânzeni (okręg Mehedinți)
Brânzeni – wieś w Rumunii, w okręgu Mehedinți, w gminie Ponoarele. W 2011 roku liczyła 66 mieszkańców.